# 天主教阿雷佐-科爾托納-聖塞波爾克羅教區
天主教阿雷佐-科爾托納-聖塞波爾克羅教區（拉丁語：Dioecesis Arretina-Cortonensis-Biturgensis seu Burgi Sancti Sepulchri）是天主教會在義大利的一個教區。屬佛羅倫斯總教區。

## 歷史
阿雷佐教區相傳是聖保祿的弟子菲耶索萊的羅穆魯斯開教。第一位有文獻記載的主教死於儒略一世教宗任內。科爾托納教區成立於1325年6月19日。聖塞波爾克羅教區成立於1520年9月17日。
1975年10月8日阿雷佐教區主教獲委任為聖塞波爾克羅主教。1978年2月15日更獲委任為科爾托納主教。1986年9月30日三個教座合併並易名至今。

## 現況
教區包括阿雷佐省和錫耶納省各一部份，2012年有教友335,000人，佔轄區總人口94.7%。教區下轄247個堂區，有223名司鐸。現任教區主教為里卡多·豐塔納領銜總主教。